# Joachim Hadaschik
Joachim Hadaschik (* 17. Juli 1933 in Hindenburg, Provinz Oberschlesien, Deutsches Reich; † 14. April 2018) war ein deutscher Dokumentarfilmregisseur.

## Leben und Wirken
Joachim Hadaschik wuchs in Oberschlesien auf. 1949 beendete er in der Sowjetischen Besatzungszone die Schule im Alter von 16 Jahren. Danach war er zwei Jahre lang als Mitarbeiter für die FDJ tätig.
Seit 1952 war er in der Redaktion der Pioniermonatsschau als Redakteur für etwa 24 Folgen verantwortlich.
Seit 1955 drehte Joachim Hadaschik zahlreiche Dokumentarfilme für das DEFA-Studio für Wochenschau und Dokumentarfilme, häufig aus dem Ausland, und meist mit einer starken propagandistischen Ausrichtung.
Seit 1973 begleitete er den SED-Generalsekretär Erich Honecker bei den meisten von dessen offiziellen Staatsbesuchen im Ausland und veröffentlichte darüber jeweils einen Dokumentarfilm. Er dokumentierte auch Besuche ausländischer Staatsgäste in der DDR. 1979 und 1982 war Lisa Hadaschik an zwei Filmen als Koregisseurin beteiligt. Von 1986 ist der letzte Film von Joachim Hadaschik bekannt. 

## Auszeichnungen
- 1979 Nationalpreis der DDR II. Klasse für Kunst und Literatur, mit einigen weiteren DEFA-Dokumentarfilmern

## Filmografie (Auswahl)
Regisseur
- 1955 Thai und Meo
- 1955 Vietnam
- 1955/1956 KgU – Kampfgruppe der Unmenschlichkeit, über Sabotageorganisation gegen die DDR
- 1956 Unbekannte Helden
- 1956 Unsere Freundschaft
- 1956 Unterwegs in Polen
- 1957 Tänze unserer Heimat
- 1957 Eine Nacht wie jede andere
- 1957 Blumenstrauß aus Moskau
- 1957 IL 14
- 1957/1958 Agenten im Schatten einer Partei, gegen das Ostbüro der SPD
- 1958 Spuren, Wissenschaft und Paragraphen, über das Kriminaltechnische Institut der Volkspolizei
- 1958/1959 Es kämpften 12 Armeen
- 1959 Handelszentrum der Welt
- 1959 Freundschaft sichert Frieden
- 1959 Soldaten an unserer Seite
- 1959 Fest der Hunderttausend
- 1959 Reiselust und Budenzauber
- 1960 Freiheit und Frieden der deutschen Nation
- 1961 Die Konzessionen des Mister Urquhart
- 1962 Im freien Fall
- 1962/1963 Ich bin Soldat
- 1963 Quartett
- 1963 Silberne Schwingen
- 1963 Dank dem Freunde
- 1963 Joris Ivens – Er filmte auf 5 Kontinenten

- 1966 Berlin heute
- 1966 Revanche
- 1966 Ein alter Engel
- 1966 Kampf um Null
- 1966/1967 Besuch in Jugoslawien
- 1967 Der Meister
- 1967 Schuhgröße 26
- 1971 Grüße aus der DDR
- 1973 Wir waren in Berlin, über die Weltfestspiele
- 1973 Reise in die DDR
- 1981 Martin Luther

Drehbuchautor
Joachim Hadaschik schrieb für die meisten seiner Dokumentarfilme auch die Drehbücher. Er war außerdem beteiligt an
- 1959–1963 Das russische Wunder, auch Regieassistenz, mit weiteren Regisseuren